# سرجس صغير الأوراق
سرجاس صغير الأوراق (الاسم العلمي:Sargassum microphyllum) هو نوع من الطلائعيات يتبع جنس السرجاس من فصيلة السرجاسية.